# اوبرکریتسبرگ
اوبرکریتسبرگ (به آلمانی: Oberkreuzberg) یک منطقهٔ مسکونی در آلمان است که در اشپیگلاو واقع شده‌است. اوبرکریتسبرگ ۷۵۳ متر بالاتر از سطح دریا واقع شده‌است.